# 我的殭屍女兒
是一部於2015年美國獨立恐怖片，由亨利·霍柏森執導，約翰·史考特三世編劇，為阿諾·史瓦辛格、艾碧·貝絲琳和裘莉·李察森主演。本片為以動作英雄聞名的史瓦辛格轉型劇情片的一個出發點。
電影原本預計於2014年多倫多國際電影節上全球首映，但獅門影業買下了在美國的發行權，因而沒在多倫多上放映。後於2015年4月23日的翠貝卡電影節上首映，並於2015年5月8日在美國限定影院和VOD上映。

## 劇情
故事敘述在美國中西部蔓延了一種致命的殭屍病毒，其中使一名小女孩受到感染；儘管她漸漸變成殭屍，但小女孩慈愛的父親卻仍選擇陪伴在她身邊。

## 演員
- 阿諾·史瓦辛格 飾 韋德·沃格爾（Wade Vogel）
- 艾碧·貝絲琳 飾 瑪姬（Maggie）
- 裘莉·李察森 飾 卡羅琳（Caroline）
- 艾登·弗勞爾 飾 巴比（Bobby）
- 卡希·弗勞爾 飾 茉莉（Molly）
- J·D·埃弗摩爾 飾 霍特（Holt）
- 芮登·格里爾 飾 艾莉（Allie）
- 阿什利·妮可·哈德森 飾 受驚嚇的女人
- 蕾切爾·惠特曼·格羅夫斯 飾 邦妮（Bonnie）

## 製作
電影的劇本本是列於黑名單中。喜歡劇本的克蘿伊·摩蕾茲最初有望出演，但因行程有所衝突而放棄。電影於2013年9月23日在路易斯安那州的紐奧良開拍。

## 評價
《我的殭屍女兒》獲得褒貶不一的評價，影評人大為稱讚史瓦辛格與貝絲琳的演出，但也批評故事性的不足。
Twitch Film網站的克里斯多福·包恩審查了2015年的翠貝卡電影節，稱史瓦辛格：「在這裡他呈現了最好、最有成效的演出，比起以往的任何時刻都還最具調節和內斂。他擁有令人驚訝的細微差距和深度，他的角色是作為一名父親拼命戰鬥來維護他女兒的最後時刻，其遭受的痛苦極大，沒有能力扭轉或改善瑪姬的不可避免的衰落」，並補充說，「他的轉變證明了已經有本事去演更廣的角色，因為他已經知道了他已接近70歲，不太能承擔動作英雄角色的體能需求」。
Collider網站的派瑞·涅米羅夫給了電影好壞參雜的評價，指出史瓦辛格：「永不會完全是超級硬朗的外表，但在這裡他肯定給人一個慈父的印象」，此外貝絲琳「獲得怪異的殭屍妝是一個很好的幫助，但她所賣的瑪姬最大的是一個試圖與被嚇壞的家人保持距離的強大少女，特別是令人揪心的演出」。
爛番茄網站基於84位專業影評人持有51％的新鮮度，平均得分5.6／10；該網站的評論家共識：「《我的殭屍女兒》有些時候有點拙劣，但部分由其強烈的演出和出乎意料的貼心而挽回整體基調」。在Metacritic根據28條影評，得分52（滿分100），好壞平均參雜。

## 外部連結
- 官方网站
- 互联网电影数据库（IMDb）上《我的殭屍女兒》的资料（英文）
- 爛番茄上《我的殭屍女兒》的資料（英文）
- Metacritic上《我的殭屍女兒》的資料（英文）
- AllMovie上《我的殭屍女兒》的资料（英文）
- Box Office Mojo上《我的殭屍女兒》的資料（英文）
- 開眼電影網上《我的殭屍女兒》的資料（繁體中文）
- 时光网上《我的殭屍女兒》的資料（简体中文）
- 豆瓣电影上《我的殭屍女兒》的資料 （简体中文）